# Himmelstalundshallen
Himmelstalundshallen é uma arena poliesportiva em Norrköping, na Suécia. O time de hóquei no gelo HC Vita Hästen sedia suas partidas nele, que serviu como sede dos jogos preliminares do grupo B do Eurobasket 2003 e de algumas partidas do Campeonato Mundial de Handebol de 2011. A arena foi inaugurada em 1977 e tem capacidade para 4.280 espectadores.